# СДЮШОР № 7
«СДЮШОР № 7» — бывший казахстанский футбольный клуб из Шымкента. Клуб базировался в футбольной академии БИИК, и именовался так до 2013 года. Клуб являлся самой молодой командой в Первой лиге в 2012 году. В первых двух сезонах занимал последнее место в Первой лиге.
В 2014—2015 годах не участвовал в профессиональных лигах. В 2016 году сменил название на «СДЮШОР № 7» и начал сезон во Второй лиге Казахстана. В 2017 году выиграл бронзовые медали Второй лиги. В 2018 году ему на смену заявился новый клуб «Академия Онтустик».